# Gabrovec pri Dramljah
Gabrovec pri Dramljah je naselje v Občini Vojnik.

## Prebivalstvo
Etnična sestava 1991:
- Slovenci: 33 (100 %)